# Dario Šarić
Dario Šarić (Šibenik, Croacia, 8 de abril de 1994) es un jugador de baloncesto croata que pertenece a la plantilla de los Sacramento Kings de la NBA. Con 2,08 metros de altura, juega en la posición de ala-pívot.

## Trayectoria deportiva

### Europa
En 2012, y con 16 años, firmó su primer gran contrato profesional con el Cibona de Zagreb. Fue nominado por segunda vez consecutiva al premio al Jugador Joven del Año Europeo de la FIBA, premio que esa temporada se lo llevaría Jonas Valančiūnas.
Tras declararse elegible para el Draft de la NBA de 2013, finalmente da marcha atrás y decide quedarse en la Cibona. Esa temporada ganó con su equipo la Copa de Croacia y la liga, siendo elegido MVP de las finales.
Finalmente, ese año ganaría el premio al mejor joven de la FIBA, algo que repetiría al año siguiente ya en las filas del Efes Pilsen turco.

### NBA
Fue seleccionado en el draft de la NBA de 2014 por Orlando Magic en la 12.ª posición, siendo traspasado a Philadelphia 76ers a cambio de Elfrid Payton. 
Tras dos años jugando en el Efes, en julio de 2016 firma finalmente contrato con los Sixers.
Durante su tercera temporada en Philadelphia, el 10 de noviembre de 2018 fue traspasado a Minnesota Timberwolves junto con Robert Covington, Jerryd Bayless y una segunda ronda del draft de 2022 a cambio de Jimmy Butler y Justin Patton.
El 21 de junio de 2019, durante la noche del draft de 2019, es traspasado a Phoenix Suns. En su segunda temporada en Phoenix, durante el primer partido de las Finales de 2021 ante los Bucks, sufre una lesión, rompiéndose el ligamento anterior cruzado de la rodilla derecha. Lesión que le haría perderse toda la temporada siguiente.
El 9 de febrero de 2023 es traspasado a Oklahoma City Thunder, a cambio de Darius Bazley.
El 8 de julio de 2023 firma por una temporada con Golden State Warriors.
El 6 de julio de 2024 firma por dos temporadas y $10,6 millones con Denver Nuggets.
Tras una temporada en Denver en la que no contó demasiado en la rotación del equipo, apenas 13 minutos de media por encuentro, el 1 de julio de 2025 es traspasado a Sacramento Kings a cambio de Jonas Valančiūnas.

### Selección nacional
Con Croacia ha disputado el Eurobasket 2013 en Eslovenia, Mundial 2014 en España, Eurobasket 2015 en Francia, Juegos Olímpicos de Río de Janeiro 2016 y Eurobasket 2017 en Turquía.
En septiembre de 2022 disputó con el combinado absoluto croata el EuroBasket 2022, finalizando en decimoprimera posición.

## Estadísticas de su carrera en la NBA

### Temporada regular
| Año     | Equipo        | PJ  | PT  | MPP  | %TC  | %3P  | %TL  | RPP | APP | ROB | TPP | PPP  |
| ------- | ------------- | --- | --- | ---- | ---- | ---- | ---- | --- | --- | --- | --- | ---- |
| 2016-17 | Philadelphia  | 81  | 36  | 26.3 | .411 | .311 | .782 | 6.3 | 2.2 | .4  | .7  | 12.8 |
| 2017-18 | Philadelphia  | 78  | 73  | 29.6 | .453 | .393 | .860 | 6.7 | 2.6 | .3  | .7  | 14.6 |
| 2018-19 | Philadelphia  | 13  | 13  | 30.5 | .364 | .300 | .900 | 6.6 | 2.0 | .2  | .3  | 11.1 |
| 2018-19 | Minnesota     | 68  | 28  | 23.9 | .454 | .383 | .875 | 5.5 | 1.5 | .6  | .1  | 10.5 |
| 2019-20 | Phoenix       | 66  | 51  | 24.7 | .476 | .357 | .844 | 6.2 | 1.9 | .6  | .2  | 10.7 |
| 2020-21 | Phoenix       | 50  | 4   | 17.4 | .447 | .348 | .848 | 3.8 | 1.3 | .6  | .1  | 8.7  |
| 2022-23 | Phoenix       | 37  | 12  | 14.4 | .427 | .391 | .818 | 3.8 | 1.5 | .4  | .1  | 5.8  |
| 2022-23 | Oklahoma City | 20  | 0   | 13.7 | .515 | .391 | .844 | 3.3 | .9  | .4  | .1  | 7.4  |
| 2023-24 | Golden State  | 64  | 9   | 17.2 | .466 | .376 | .849 | 4.4 | 2.3 | .5  | .2  | 8.0  |
| 2024-25 | Denver        | 16  | 4   | 13.1 | .362 | .269 | .700 | 3.1 | 1.4 | .4  | .1  | 3.5  |
| Total   | Total         | 493 | 230 | 22.5 | .444 | .360 | .837 | 5.3 | 1.9 | .6  | .2  | 10.4 |

### Playoffs
| Año   | Equipo       | PJ | PT | MPP  | %TC  | %3P  | %TL  | RPP | APP | ROB | TPP | PPP  |
| ----- | ------------ | -- | -- | ---- | ---- | ---- | ---- | --- | --- | --- | --- | ---- |
| 2018  | Philadelphia | 10 | 10 | 32.9 | .421 | .385 | .850 | 7.3 | 3.5 | 1.0 | .4  | 17.2 |
| 2021  | Phoenix      | 14 | 0  | 10.5 | .467 | .444 | .929 | 2.5 | 1.0 | .1  | .1  | 4.5  |
| Total | Total        | 24 | 10 | 19.8 | .432 | .400 | .870 | 4.5 | 2.0 | .5  | .2  | 9.8  |

## Logros y reconocimientos

### Clubes
Zagreb
- 2010–11 y 2011-12: NIJT: Città di Roma. Campeón
- 2010–11: Junior Euroleague (NIJT). Campeón

Cibona
- 2012–13: Copa croata. Campeón
- 2012–13: Liga croata. Campeón
- 2013–14: Liga del Adriático. Campeón

### Selección nacional
- EuroBasket Sub-16 en Montenegro 2010
- EuroBasket Sub-18 en Lituania 2012

### Individual
- MVP EuroBasket Sub-16 (2010)
- 2011. MVP del Euroleague Basketball Next Generation Tournament
- MVP EuroBasket Sub-18 (2012)
- 2013. Mejor jugador joven de Europa
- 2014. MVP de la ABA Liga
- 2014. Mejor jugador joven de Europa

## Vida personal
Durante la madrugada del 7 al 8 de julio de 2024 se vio envuelto, junto a su compañero de selección Ivica Zubac, en una pelea en un bar de Atenas. El suceso se produjo tras la eliminación de su selección del torneo preolímpico celebrado en la capital griega.